# Liparit IV de Kldekari
Liparit IV, parfois connu sous la titulature de Liparit III est un général géorgien du XIe siècle et une figure politique de son époque, tantôt meilleur soutien du roi Bagrat IV (1027-1072), tantôt son plus dangereux rival. Il appartient à la famille des Liparides-Orbélian et est duc (eristavi) de Klekari et de Trialeti.

## Biographie
Liparit apparaît sur la scène politique géorgienne à la fin des années 1020. Il détient alors la forteresse de Kldekari avant de devenir le général en chef des troupes royales, ce qui en fait le protecteur du jeune roi Bagrat IV et de sa régente, Mariam Arçrouni. En 1028, il repousse victorieusement une invasion de l'Empire byzantin puis mène une campagne fructueuse contre les Cheddadides d'Arra, en 1034. Ces succès font de lui le noble le plus puissant de Géorgie. En 1038, il est sur le point de prendre la cité géorgienne de Tbilissi, occupée par les musulmans depuis plusieurs siècles. Cependant, la grogne montante parmi la noblesse géorgienne l'oblige à y renoncer et le roi Bagrat conclut la paix avec l'émir de Tbilissi. Liparit devient alors un ennemi du trône et coopère avec diverses puissances étrangères. En 1039, il soutient Démétrius, le demi-frère de Bagrat, revenu en Géorgie avec une armée byzantine pour prendre le pouvoir. À la mort de Démétrius en 1042, Liparit poursuit la lutte contre Bagrat. Il est alors le fer de lance de l'influence byzantine dans le Caucase géorgien. Il remporte plusieurs succès contre les troupes royales, en particulier à Sasireti où Bagrat souffre d'une défaite écrasante, l'obligeant à se retirer de ses possessions orientales. 
Pour régler la situation, Bagrat fait appel à l'empereur byzantin Constantin IX et un arrangement est trouvé. Liparit doit recevoir la moitié du royaume, tout en reconnaissant la suzeraineté du roi. 
En 1048, Constantin fait appel à Liparit pour aider les Byzantins qui font face aux premières incursions des Seldjoukides en Anatolie. Il rejoint les forces de Katakalôn Kékauménos et d'Aaron et combat les Turcs à la bataille de Kapetrou, lors de laquelle il est fait prisonnier. Envoyé à Ispahan, une ambassade byzantine menée par Georges Drosos, chargée de cadeaux et d'une rançon, doit obtenir sa libération auprès du sultan Toghrul-Beg. Celui-ci, magnanime, accepte de le faire gratuitement mais à la condition que Liparit ne prenne plus les armes contre les Seldjoukides. Selon Ibn al-Athir, c'est un émir kurde, Nasr ad-Daulah, qui joue les intermédiaires et le chroniqueur arménien Matthieu d'Édesse mentionne un combat singulier entre Liparit et un champion turc du nom de « Negro ». En le gagnant, il aurait obtenu sa liberté.